# Christine Freigang
Christine Freigang (geb. Gebauer; * 3. Juni 1944 in Jena; † 2014) war eine deutsche Keramikerin.

## Leben und Werk
Christine Freigang kam aus einer Bürgeler Töpfer-Dynastie. Ihr Großvater Paul war Töpfermeister, der Vater Walter Gebauer einer der bedeutendsten Keramiker der DDR. Bei ihm absolvierte sie eine Lehre als Töpferin. Dann arbeitete sie bei anderen Töpfern. Von 1965/1966 studierte sie bei Lothar Zitzmann an der Hochschule für industrielle Formgestaltung Halle – Burg Giebichenstein. Sie erwarb den Meistertitel als Töpferin und arbeitete bis 1971 bei ihrem Vater. 1972 mietete sie von ihm einen Teil seiner Werkstatt und machte sich als Töpferin selbständig. Anfangs schuf sie vor allem Arbeiten mit vielfarbigen Engobe-Oberflächen. Das Spätwerk ist geprägt von schlichten, einfarbigen, matten Glasuren. Christine Gebauer bildete Töpfer aus, u. a. Martin Neubert (* 1965), später Professor für Plastik/Keramik an der Hochschule für industrielle Formgestaltung. Neben ihrer beruflichen Tätigkeit engagierte sie sich in Bürgel politisch, kulturell und kirchlich. Sie war seit der Gründung 1994 Mitglied des Förderkreises Keramik-Museum Bürgel und Dornburger Keramik-Werkstatt e. V. und wirkte u. a. bei der Organisation von Ausstellungen des Keramik-Museums und der Bearbeitung der Kataloge mit. Ihre Werkstatt stellte sie auch als Galerie im Brennraum zur Verfügung, in der über zwei Jahrzehnte Ausstellungen stattfanden.
Christine Freigang war bis 1990 Mitglied des Verbands Bildender Künstler der DDR.
Arbeiten Christine Freigangs befinden sich u. a. im Keramik-Museum Bürgel.
Christine Freigang war eine Zeitlang mit dem Töpfermeister Frank Freigang (* 1941) verheiratet.

## Ausstellungen (unvollständig)

### Personalausstellungen
- 1971: Jena
- 1980: Neubrandenburg, Galerie im Friedländer Tor
- 1982: Annaberg-Buchholz
- 1991: Erfurt, Dürerhaus
- 2012: Bürgel, eigene Werkstatt[2]
- postum 2015: Bürgel, Keramik-Museum Bürgel, und Dornburg, Rokokoschloss („Christine Freigang – Retrospektive“)[3]

### Teilnahme an zentralen und wichtigen regionalen Ausstellungen in der DDR
- 1967/1968 und von 1977 bis 1988: Dresden, VI. Deutsche Kunstausstellung und VIII. bis X. Kunstausstellung der DDR
- 1969 bis 1984: Gera, fünf Bezirkskunstausstellungen
- 1973: Berlin, Altes Museum („Junge Künstler der DDR grüßen das Festival“)